# Отит
Отитът (на латински: Otitis) е диагноза, с която се означава наличието на възпалителен процес в областта на ушите. Според своята топология, отитът може да бъде:
- външен (на латински: Otitis externa) – засяга ушната мида и външния слухов канал;
- среден(на латински: Otitis media) – засяга тъпанчето и слуховите костици;
- вътрешен (на латински: Otitis interna) – засяга кохлеарния апарат.

Според динамиката на протичане, отитът може да бъде:
- остър (на латински: Otitis acuta);
- хроничен (на латински: Otitis chronica).

## Външен отит
Външният отит по правило възниква първично, вследствие на травми на главата и ушната мида, простуда и др.

### Етиология и патогенеза
Настъпва локален имунен срив. Бурно се развиват условно патогенните микроорганизми, които постоянно обитават външния слухов канал, но не могат да предизвикат заболяване при здрави хора.

### Признаци
- зачервяване и оток на ушната мида;
- обилно отделяне на рядка ушна кал;
- сърбеж, дразнене, чувство за наличие на чуждо тяло в ухото;
- слаби болки;
- намаляване на слуха.

### Лечение
Външният отит лесно се разпознава и се лекува бързо. Предписват се комбинирани капки за уши, които съдържат: антибактериални и антимикотични антибиотици; циклооксигеназни инхибитори, за потискане на възпалителната реакция и локални анестетици, за премахване на чувството на дразнене – Отипакс(Otipax).

## Среден отит
Средният отит може да бъде:
- първичен – възниква при продължително излагане на силен шум (над 75 децибела), при рязка промяна на налягането върху тъпанчето (взривове, гръмотевици, бързо гмуркане или изплуване) и други;
- вторичен – развива се вследствие на външен отит (особено при опити за самолечение), на възпаления на зъбите, устната кухина и горните дихателни пътища, и други.

### Етиология и патогенеза
Първичният среден отит в повечето случаи протича асептично (без да се развиват болестотворни микроорганизми) и сравнително леко.
Вторичният среден отит протича умерено тежко. Почти всички случаи се разпознават късно, защото признаците се маскират от тези на основното заболяване. Възможно е да се образува гноен секрет. При невъзможност за оттичането му към глътката, той причинява силни болки и пробива тъпанчето. Това развитие винаги е съпровдено с частична или пълна загуба на слуха. Понякога вторичният среден отит изобщо не се диагностицира и преминава в хронична форма, която се обостря при всеки имунен срив.
Средният отит не е животозастрашаващо състояние, но при много от случаите настъпва частична загуба на слуха.

### Признаци
- зачервяване и оток на ушната мида;
- обилно отделяне на рядка ушна кал;
- сърбеж, дразнене, чувство за наличие на чуждо тяло в ухото;
- пулсиращ шум в ушите (подобен на този, който се чува при допиране на черупка от рапан до ухото);
- пулсираща болка в ухото;
- заглъхване на ухото;
- главоболие и общо неразположение;
- повишена телесна температура.

### Лечение
Средният отит изисква сериозно лечение. Предписват се:
- комбинирани ушни капки за предотвратяване (или потискане на вече възникналия) външен отит;
- вътрешно или инжективно въвеждане на антибиотици, за потискане на евентуално развилите се болестотворни микроорганизми;
- противовъзпалителни и противотемпературни средства;
- витамини.

След като се потисне острата фаза на възпалението, се предписват съдоразширяващи средства, за да се запази слуха. При невъзможност за оттичане на гнойта от средното ухо, тъпанчето се пробива и се правят промивки с противомикробни разтвори.